# Олигарх (фильм)
«Олигарх» — кинофильм-драма 2002 года, снятый режиссёром Павлом Лунгиным по мотивам романа Юлия Дубова «Большая пайка». Совместное производство России, Франции и Германии.

## Сюжет
Идеей фильма послужила книга сподвижника Березовского по «ЛогоВАЗу» Ю. Дубова «Большая пайка».
Действие фильма происходит в СССР и России 1980-х—1990-х годов. Следователь прокуратуры Шмаков расследует обстоятельства гибели Платона Маковского. В советское время незаметный младший научный сотрудник после распада СССР делает фантастическую финансовую карьеру (начав её ещё в эпоху перестройки) и становится одним из богатейших людей страны. Сюжет рассказывает об истории его взлёта, времени первоначального накопления капитала, круге друзей и сподвижников олигарха, а также его врагов, описывает последующие предательства и сведения счётов, жестокую борьбу за контроль над бизнесом и вовлечённость героя в большую политику.

## В ролях
| Актёр                | Роль                                 |
| -------------------- | ------------------------------------ |
| Владимир Машков      | Платон Маковский                     |
| Марат Башаров        | Кошкин                               |
| Александр Балуев     | генерал Корецкий                     |
| Валентин Варецкий    | член Совета Безопасности             |
| Михаил Вассербаум    | Марк Цейтлин                         |
| Владимир Головин     | Ахмет Ташкентский                    |
| Владимир Гусев       | Николай Степанович Ломов             |
| Владимир Кашпур      | Капитан                              |
| Наталия Коляканова   | Нина                                 |
| Андрей Краско        | следователь Шмаков                   |
| Мария Миронова       | Маша                                 |
| Александр Самойленко | Муса Тариев                          |
| Владимир Сальников   | дядя Гриша                           |
| Владимир Стеклов     | Паша Беленький                       |
| Леван Учанейшвили    | Лари Теишвили                        |
| Сергей Юшкевич       | Виктор Сысоев                        |
| Сергей Фролов        | саксофонист                          |
| Мария Кузнецова      | проводница                           |
| Татьяна Кузнецова    | диктор ИТВ                           |
| Екатерина Жемчужная  |                                      |
| Николай Сморчков     | мужчина на даче Беленького           |
| Владимир Золотницкий | корреспондент                        |
| Вилли Токарев        | камео, певец на дне рождения Платона |

## Съёмки
Режиссёром фильма мог стать Алексей Балабанов.

## Съёмочная группа
- Режиссёр — Павел Лунгин
- Авторы сценария — Александр Бородянский, Павел Лунгин, Юлий Дубов
- Оператор — Олег Добронравов при участии Алексея Фёдорова
- Художник-постановщик — Игорь Фролов при участии Владимира Филиппова
- Композитор — Леонид Десятников
- Звукорежиссёр — Ален Курвилье
- Директор картины — Олег Позднеев
- Исполнительный продюсер — Эрик Вайсберг
- Сопродюсер — Сергей Сельянов

Производство: Россия—Франция—Германия, при участии «Скарабей Филмз», «Коминтерн», «Магнат», A CDP, Arte France Cinema, France 2 Cinema, Gimages Films, Network Movie, ZDF/Arte Magnat, Kominter, STV co-production.